# 赫伯罗特邮轮
赫伯罗特邮轮有限公司（德語：Hapag-Lloyd Kreuzfahrten GmbH）是一家从事邮轮旅游业务的德国公司，为途易集团全资拥有，其总部设于汉堡，现有4艘远洋邮轮。自2009年起，该公司还利用私人飞机提供环游飞行及探险旅游业务。

## 背景
赫伯罗特邮轮原本是赫伯罗特集团的业务部门，但后者已于2008年10月被途易集团出售。自此赫伯罗特邮轮成为途易的全资子公司。
赫伯罗特邮轮是第一家主要面向德国邮轮旅游市场的邮轮公司，为客户提供高端及豪华邮轮的舱位服务。
赫伯罗特在2006/2007旅游季在德国成功占得12.1%的市场份额，2007至2008旅游季约占有12.4%，使其一举成为继爱达邮轮和凤凰旅运之后的德国第三大邮轮公司。该公司在2008年录得2亿欧元的营业额，与2005年相比增长了35.4%。同年公司的除稅及利息前盈利为1.38亿欧元，比2005年同期增长了245%。

## 船队

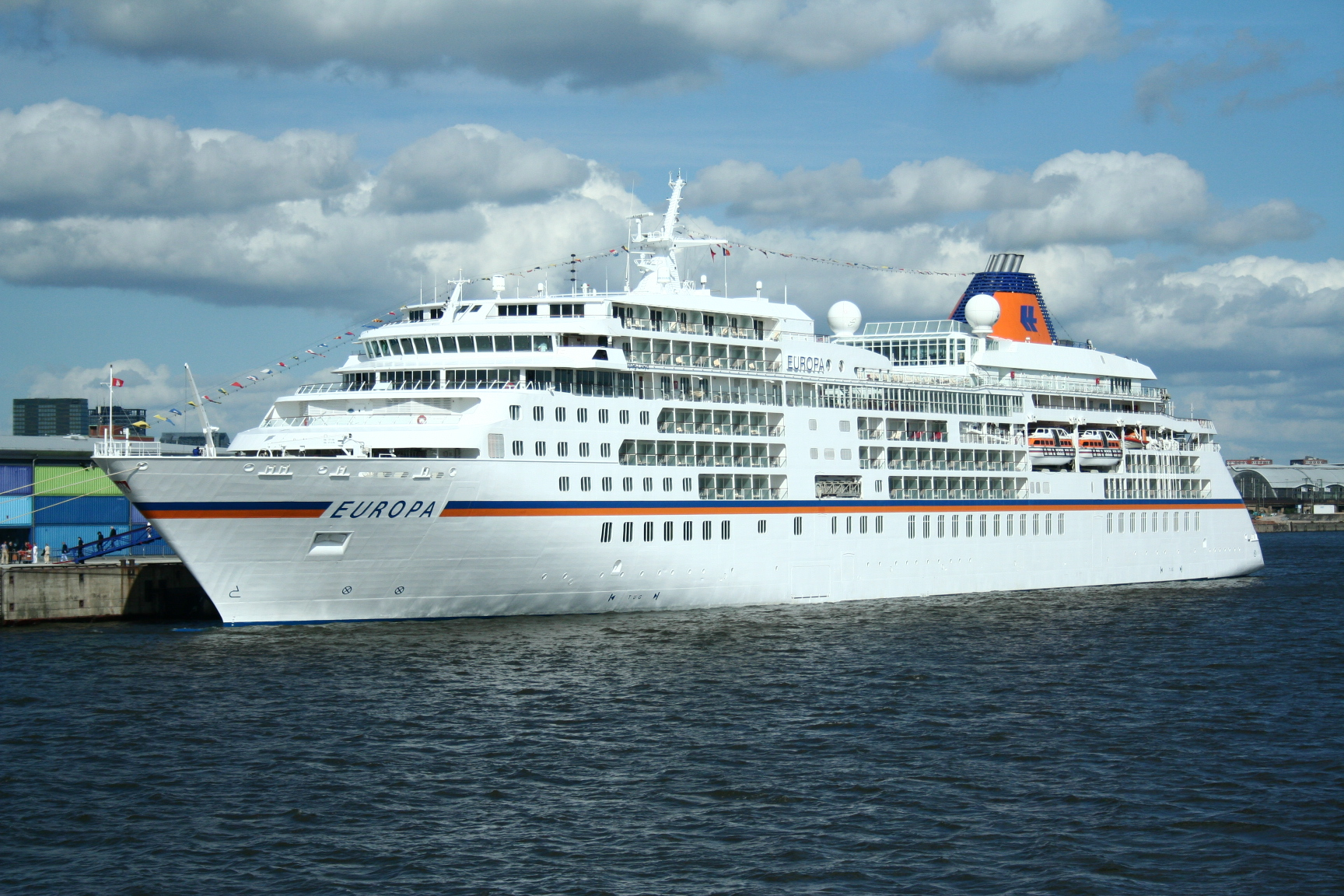
公司旗舰「欧罗巴号」

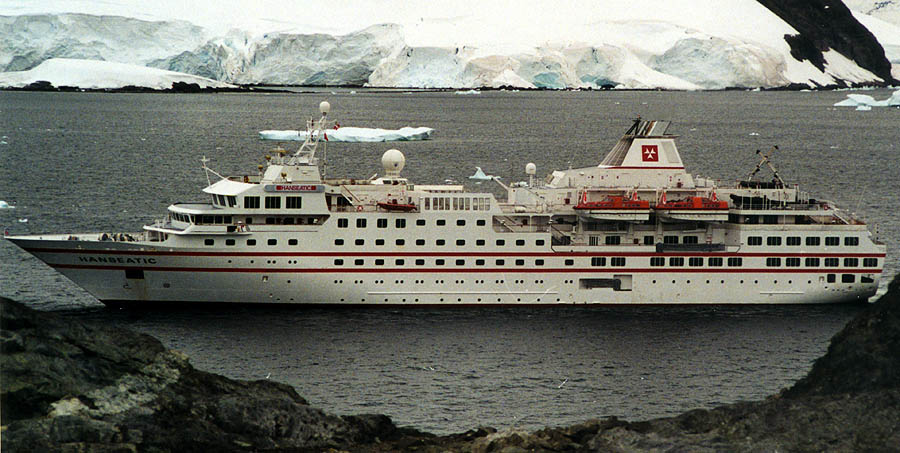
「汉萨同盟号」在南极天堂湾

### 欧罗巴号
「欧罗巴号」（MS Europa）是赫伯罗特邮轮的旗舰。它于1999年建成，是同名邮轮的第六代产品，船长198米，宽24米，总吨位28890吨，可接纳408名乘客，每名乘客平均可拥有14.22平方米的客房。欧罗巴号被权威杂志《贝立兹邮轮指南》（Berlitz Cruise Guide）在2001年至2010年连续九年评为级别最高的五星级，并获得「世界上最佳邮轮」的称号。该邮轮每年都会作环球的越洋旅行，也会定期承办一些主题旅游。

### 汉萨同盟号
「汉萨同盟号」（MS Hanseatic）是赫伯罗特邮轮的一艘海洋考察船，建造于1991年，长120余米，宽20米，总吨位8300余吨，可搭乘184名乘客前往像南极或北极这样的极地区域。它被《贝立兹邮轮指南》评为五星，同时也是唯一获得五星的海洋考察船，并拥有客轮中“最高冰区航行船级”的证书。

### 不来梅号
「不来梅号」（MS Bremen）与汉萨同盟号一样是一艘拥有“最高冰区航行船级”证书的海洋考察船。其长117.52米，宽17米，可搭乘164名乘客，被《贝立兹邮轮指南》评为四星。它通常被用来执行前往北极点和南极点的远程航线。由于与汉萨同盟号相比它的装备较为简朴及袖珍，它也可以航行到最小的港口、海湾以及河流进行探险活动。

### 哥伦布号
「哥伦布号」（MS Columbus）体积小于欧罗巴号，但亦可容纳420名乘客。它被《贝立兹邮轮指南》评为三星。哥伦布号也可作小规模的环球旅行，但更多时候是用于执行主题旅游。

## 船队扩充
赫伯罗特邮轮在2011年初公布了船队的扩充计划，将分别购买和租用两艘新邮轮。

### 欧罗巴二号
新购买的邮轮「欧罗巴二号」（MS Europa）由法国STX造船厂（STX France）于圣纳泽尔建造，将于2013年交付使用。它是欧罗巴号的新一代产品，可容纳516名乘客。预计夏季它将在地中海地区运营，提供为期7天的邮轮航行服务，冬季则将在其他地区运营。

### 哥伦布二号
赫伯罗特邮轮还将从从2012年4月起向大洋洲邮轮公司租入一艘「哥伦布二号」（MS Columbus），为期两年。目前，该船是以「因塞尼亚号」（Insignia）为名运营，可容纳698名乘客。预计夏季时哥伦比亚号将在地中海和波罗的海上运营，提供7至12天的邮轮航行服务，冬季则会进行环球航行。

## 环保计划
赫伯罗特邮轮是迄今唯一一间与爱如空气公司（atmosfair）合作，向邮轮乘客征收二氧化碳补偿费的邮轮公司。征收款项的四分之一将用来支持印度的一个太阳能供电计划。款项的金额则由乘客在邮轮上的季节、航程和客房级别决定。

## 环游飞行
自2009年以来，赫伯罗特邮轮还推出10至20天左右的环游飞行业务。这项业务将作为邮轮旅行方案的补充，可让顾客深入到内陆的目的地进行探访。从2008年的冬季时刻表开始，赫伯罗特邮轮接管了一架在TUIfly注册的波音737-800型客机。这架飞机被改为本公司主色调的蓝、黄涂装，并印有「赫伯罗特邮轮」字样。公司还对飞机客舱进行了修改，最多可容纳52名乘客。其后，该飞机被湿租给了德国之翼，现在则由阳翼航空运营 。截至2011年1月，赫伯罗特邮轮的环游飞行业务由一架空客A319CJ执行。